# 朴俊慶
朴 俊慶（パク チュンギョン、ハングル: 박준경、ラテン翻字: PARK Jun-gyeong, 1986年2月12日 - ）は、大韓民国ソウル特別市出身の元サッカー選手で現在は指導者。ポジションはフォワード。九州産業大学サッカー部コーチ。日本においては「パク・ジュンキョン」という呼称も用いられている。

## 経歴
小学校4年次よりサッカーを始める。木洞（モクトン）中学校を経て中央大学校付属高等学校へ進学したが、大分高等学校からスカウトされ、2003年2月に同校に編入学した。在学中に2度全国高等学校サッカー選手権大会への出場を経験し、高校3年次には大会優秀選手に選出された。またU-17韓国代表候補に選出された。
高校卒業後福岡県に渡り九州産業大学に進学してサッカー部に入部。2005年度、2008年度の2回九州大学サッカーリーグで得点王となった。2008年度には九州大学サッカートーナメントで優勝して総理大臣杯全日本大学サッカートーナメントへの出場を経験した他、全日本大学サッカー選手権大会にも3度出場した。また2006年から2008年まで3度九州大学選抜に選出されてデンソーカップサッカーに出場、2007、2008年の2度、大会優秀選手に選出された。
大学卒業後の2009年にFC岐阜に入団。3月8日開催の開幕節（対戦相手: 栃木SC）で公式戦に初出場し、4月11日の第7節（同: 水戸ホーリーホック）で初得点を含む2得点を挙げた。加入初年度は18試合に出場したが、2010年度は試合出場機会が一切ないまま、シーズン終了後契約満了に伴い退団した。岐阜時代のチームメイト佐藤洸一が自らのブログにて、現役を引退し、九州産業大学サッカー部のコーチとなる事を公表した。

## 所属クラブ
- 1999年 - 2001年  木洞中学校
- 2002年 - 2003年  中央大学校付属高等学校
- 2003年2月 - 2004年  大分高等学校
- 2005年 - 2008年  九州産業大学
- 2009年 - 2010年  FC岐阜

## 個人成績
| 国内大会個人成績 | 国内大会個人成績 | 国内大会個人成績 | 国内大会個人成績 | 国内大会個人成績 | 国内大会個人成績 | 国内大会個人成績 | 国内大会個人成績 | 国内大会個人成績 | 国内大会個人成績 | 国内大会個人成績 | 国内大会個人成績 |
| 年度             | クラブ           | 背番号           | リーグ           | リーグ戦         | リーグ戦         | リーグ杯         | リーグ杯         | オープン杯       | オープン杯       | 期間通算         | 期間通算         |
| 年度             | クラブ           | 背番号           | リーグ           | 出場             | 得点             | 出場             | 得点             | 出場             | 得点             | 出場             | 得点             |
| 日本             | 日本             | 日本             | 日本             | リーグ戦         | リーグ戦         | リーグ杯         | リーグ杯         | 天皇杯           | 天皇杯           | 期間通算         | 期間通算         |
| ---------------- | ---------------- | ---------------- | ---------------- | ---------------- | ---------------- | ---------------- | ---------------- | ---------------- | ---------------- | ---------------- | ---------------- |
| 2009             | 岐阜             | 9                | J2               | 18               | 2                | -                | -                | 0                | 0                | 18               | 2                |
| 2010             | 岐阜             | 9                | J2               | 0                | 0                | -                | -                | 0                | 0                | 0                | 0                |
| 通算             | 日本             | 日本             | J2               | 18               | 2                | -                | -                | 0                | 0                | 18               | 2                |
| 総通算           | 総通算           | 総通算           | 総通算           | 18               | 2                | -                | -                | 0                | 0                | 18               | 2                |

## タイトル
- 所属クラブ

 大分高等学校
全国高等学校サッカー選手権大会 大分県大会優勝: 2回（2003年, 2004年）
 九州産業大学
九州大学サッカートーナメント優勝: 1回（2008年）

## 代表歴等
- U-16韓国代表[13]
- 全国高等学校サッカー選手権大会大会優秀選手: 1回（2004-05年）
- 九州大学サッカーリーグ大会最優秀選手: 1回（2008年）
- 九州大学サッカーリーグ得点王: 2回（2005年, 2008年）
- 九州大学選抜: 3回（2006年, 2007年, 2008年）
- デンソーカップサッカー大会優秀選手: 2回（2007年, 2008年）